# Cronecken der Sassen

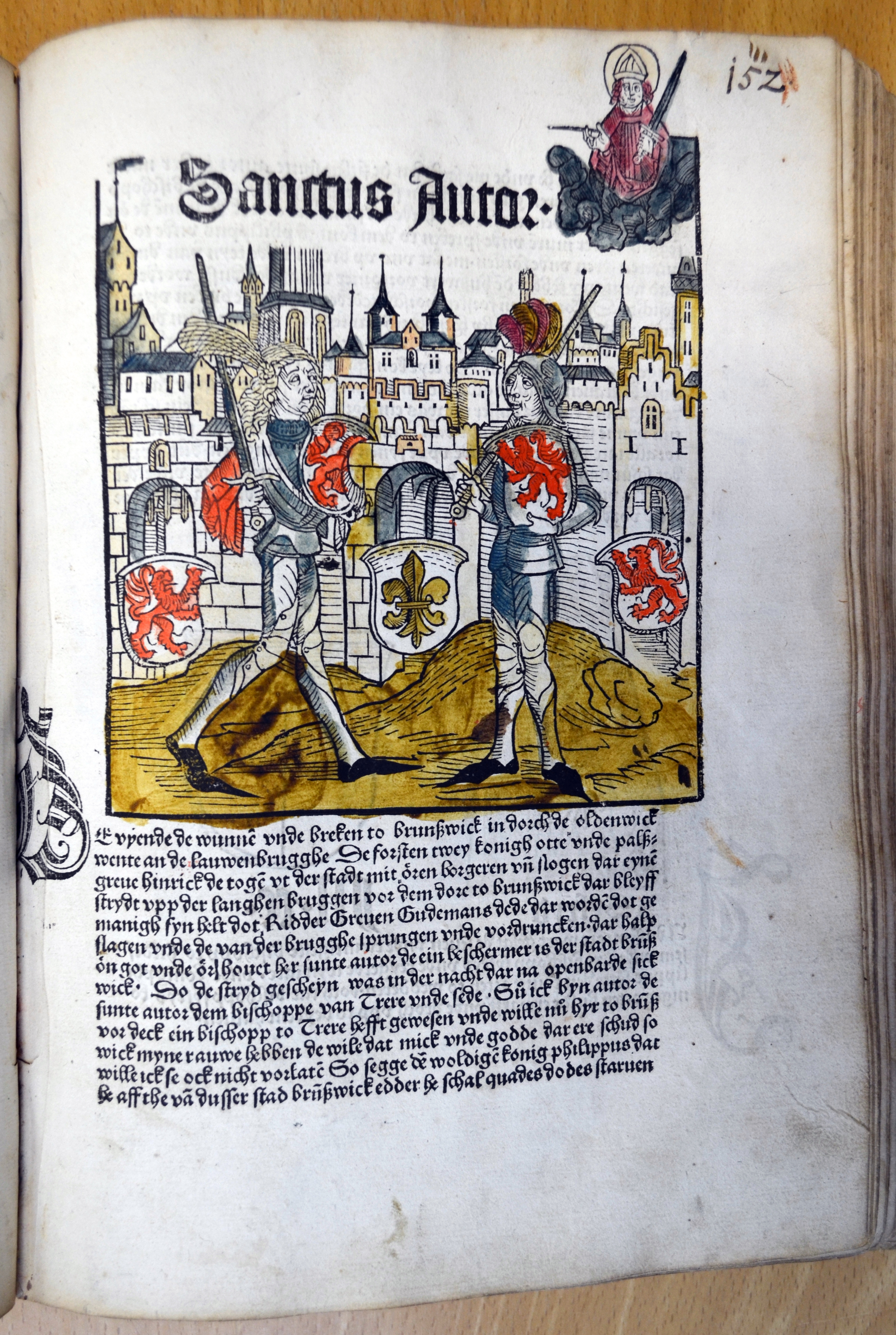
Aus der Chronik: Abbildung der Stadt Braunschweig, über ihr rechts oben thronend ihr Schutzpatron Sankt Autor („Sanctus Autor“). Im Vordergrund wohl zwei Ritter der Lilienvente.

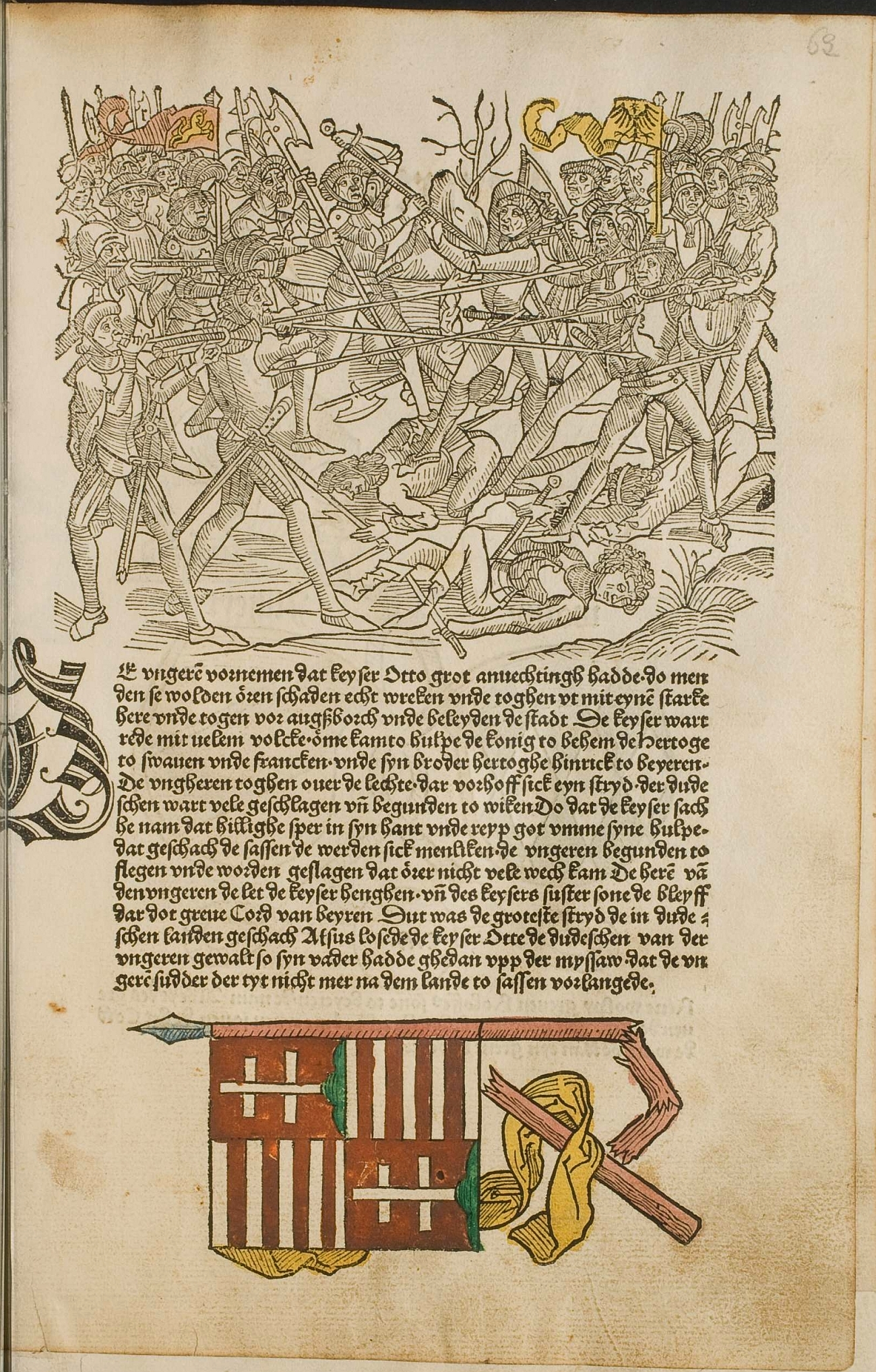
Holzschnittillustration aus der Chronik

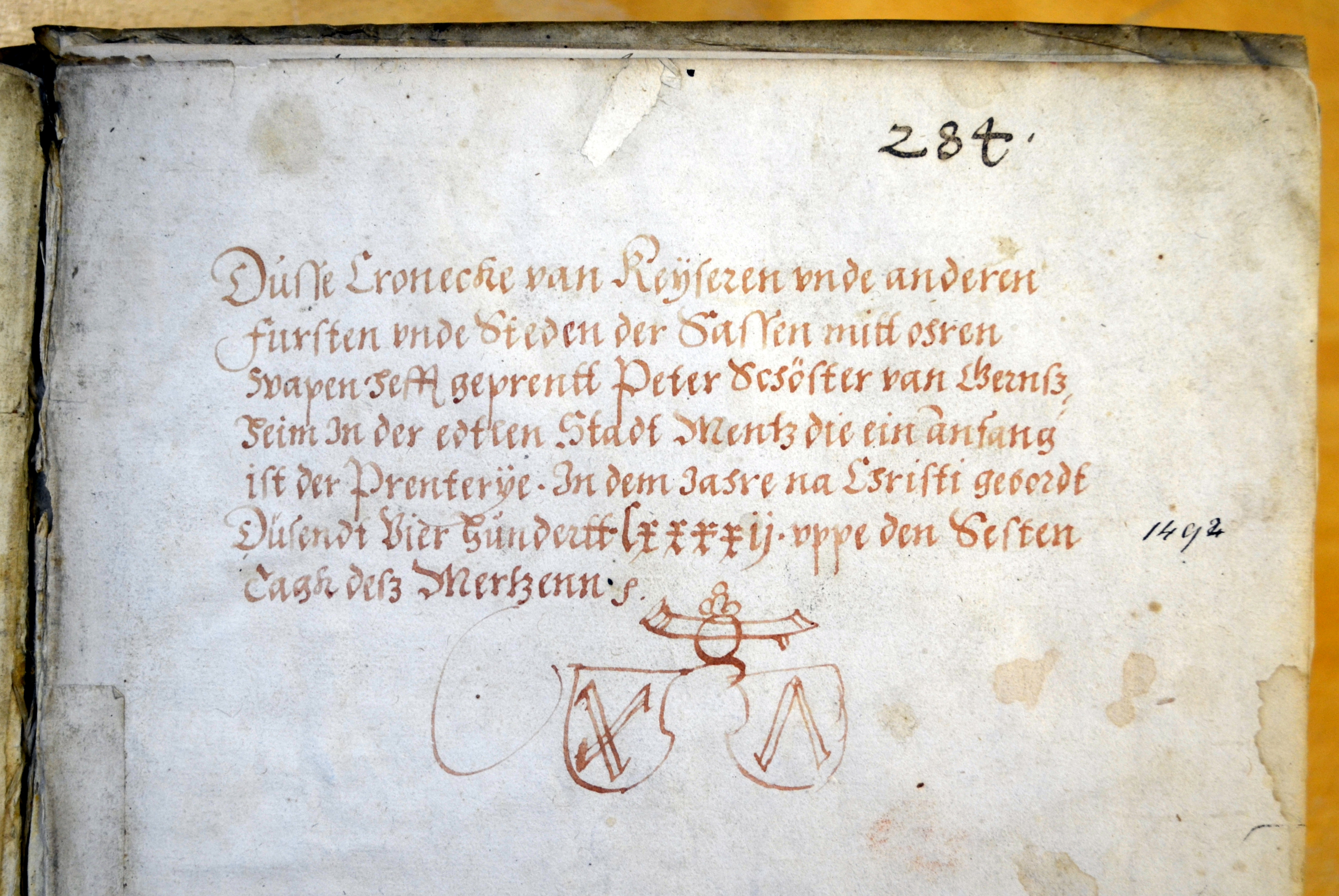
Kolophon des Druckers Peter Schöffer

Die Cronecken der Sassen oder Sachsenchronik von Cord Bote oder Hermann Bote aus dem Jahr 1492 ist das letzte große Druckwerk aus der Offizin von Peter Schöffer, dem Mitarbeiter erster Stunde des Johannes Gutenberg. Es ist in Mittelniederdeutsch verfasst und umfangreich illustriert.

## Hintergrund und Inhalt
Die Chronik der Sassen ist mit 1.255 Holzschnitten illustriert und wird daher auch als „Niedersächsische Bilderchronik“ oder „Cronicon picturatum“ bezeichnet. Als mögliche Verfasser dieses Werkes kommen sowohl Cord Bote als auch sein Verwandter Hermann Bote infrage. Geschrieben ist sie in ostfälischem Niederdeutsch, der Autor wird nicht benannt. Sowohl durch ihre braunschweigisch-ostfälische Sprachform als auch inhaltlich steht sie den Schriften Hermann Botes (beispielsweise der Braunschweiger Weltchronik) recht nahe. Die Chronik vereinigt hierbei Elemente einer Weltchronik mit der Landes-, Bistums- und Stadtgeschichtsschreibung der sächsischen Geschichte bis in das Jahr 1489.
Es wird über welfische Herrschaftsbildungen oder die askanischen Herzogtümer, die Mark Brandenburg sowie die Stifte in Bremen, Halberstadt, Hildesheim, Lübeck und Magdeburg berichtet. Des Weiteren gibt es Aufzeichnungen über Stadt-, Bistums- oder Ordensgründungen, genealogische Abfolgen von Adelsfamilien oder Bischofskataloge. Auch die heldenhaften Taten der Fürsten, geschlagene Schlachten, Belagerungen oder Unruhen, Epidemien oder lokale Traditionen werden wiedergegeben.
Charakteristisch sind auch die an biblische Weltchroniken angelehnten Grunddaten zur Schöpfungsgeschichte, dem Sündenfall aber auch sächsischer Sagen und Stammesentstehungen. Das auf dem Titelholzschnitt dargestellte „Wappenprogramm“ zeigt die historische Bedeutsamkeit der Welfen und Askanier für die Geschichtsschreibung des altsächsischen Raumes.

## Ausgaben
- Cronecken der Sassen. Holzschnitte vom Meister WB. Peter Schöffer, Mainz 1492. (online im Münchener Digitalisierungszentrum oder in der Herzog August Bibliothek Wolfenbüttel).
- Chronicon Brunsvicensium Picturatum. (Bearbeitet von Gottfried Wilhelm Leibniz) In: Scriptores rerum Brunsvicensium. Band 3, S. 277–423 (Digitalisat).

## Bearbeitungen (Auswahl)
Diese Chronik gilt als Quelle weiterer Schriften beziehungsweise späterer Überarbeitungen und Ergänzungen.
- Albert Krantz: Saxonia. Köln 1520, OCLC 43090544.
- Conrad Botho, Johann Pomarius, Siegfried Saccus: Chronica der Sachsen und Nidersachsen von anbeginn der Welt bis anhero. … Bis auff diese zeit continuiret … Durch M. Johannem Pomarium … Mit einer Vorrede D. Sigfridi Sacci. Zacharias Krafft, Wittenberg 1588, OCLC 795144163.
- Conrad Bote, Johann Baumgart: Chronica der Sachsen und Nidersachsen in welchem fleissig beschrieben wird, was sich von anbeginn der Welt bis anhero … zugetragen … mit …; Figuren gezieret … bis auff diese zeit Continuiret … verfasset und beschrieben. Johann Francken, Magdeburg 1589, OCLC 724078878.
- Cyriacus Spangenberg: Sächsische Chronica. Frankfurt a. M. 1585, OCLC 165859580 (online).